# Вокер (округ, Алабама)
Шаблон:StateAbbr_ 33°48′13″ пн. ш. 87°17′52″ зх. д. / 33.803611111111° пн. ш. 87.297777777778° зх. д.
Округ Вокер (англ. Walker County) — округ (графство) у штаті Алабама. Ідентифікатор округу 01127.

## Історія
Округ утворений 1823 року.

## Демографія
За даними перепису
2000 року
загальне населення округу становило 70713 осіб, зокрема міського населення було 16251, а сільського — 54462.
Серед мешканців округу чоловіків було 34117, а жінок — 36596. В окрузі було 28364 домогосподарства, 20469 родин, які мешкали в 32417 будинках.
Середній розмір родини становив 2,93.
Віковий розподіл населення поданий у таблиці:
| Стать    | До 15 років | 15-21 | 22-29 | 30-39 | 40-49 | 50-65 | 65-85 | Понад 85 |
| -------- | ----------- | ----- | ----- | ----- | ----- | ----- | ----- | -------- |
| Чоловіки | 7111        | 3229  | 3561  | 4979  | 5072  | 6040  | 3844  | 281      |
| Жінки    | 6676        | 3235  | 3526  | 4894  | 5292  | 6645  | 5437  | 891      |

## Суміжні округи
- Вінстон — північ
- Каллмен — північний схід
- Блаунт — схід
- Джефферсон — південний схід
- Таскалуса — південний захід
- Файєтт — захід
- Меріон — північний захід

## Виноски
1. ↑  American FactFinder. Бюро перепису населення США. Архів оригіналу за 26 лютого 2012. Процитовано 31 січня 2008.
2. ↑  Oregon: Population of Counties by Decennial Census: 1900 to 1990 — Бюро перепису населення США (англ.)
3. ↑  http://factfinder2.census.gov
4. ↑  Архівована копія. Архів оригіналу за 30 травня 2019. Процитовано 31 травня 2012.{{cite web}}:  Обслуговування CS1: Сторінки з текстом «archived copy» як значення параметру title (посилання)